# ستيف بيندر
ستيف بيندر (بالإنجليزية: Steve Binder)‏ هو مخرج أمريكي، ولد في 1933 في لوس أنجلوس في الولايات المتحدة.

## وصلات خارجية
- ستيف بيندر على موقع IMDb (الإنجليزية)
- ستيف بيندر على موقع ألو سيني (الفرنسية)
- ستيف بيندر على موقع ميوزك برينز (الإنجليزية)
- ستيف بيندر على موقع أول موفي (الإنجليزية)
- ستيف بيندر على موقع قاعدة بيانات الأفلام السويدية (السويدية)
- ستيف بيندر على موقع قاعدة بيانات الفيلم (الإنجليزية)
- ستيف بيندر على موقع كينوبويسك (الروسية)